# ハンチュ-ウィドマン命名法
ハンチュ-ウィドマン命名法（英語: Hantzsch–Widman nomenclature）は、環の数が10を超えない複素環式化合物に系統名を与える方法である 。いくつかの複素環式化合物は、この命名法に従わない慣用名を持つ。
1887年と1888年に各々独立に似たような命名法を提案したドイツの科学者アルトゥル・ハンチュとスウェーデンの科学者オスカル・ウィドマンに依る。ダイオキシンやベンゾジアゼピン等、多くの化合物名の基礎となっている。
ハンチュ-ウィドマン名は、環の中に存在するヘテロ原子を示す接頭辞と合計の原子数と二重結合の有無を示す語幹を含む。2種類以上のヘテロ原子を含む場合は、2つ以上の接頭辞を付ける。同じ種類のヘテロ原子をいくつか含む場合は、接頭辞を重ねる。異なる原子の相対的な位置を表すためにはロカントを用いる。置換基や融合環を表すために、他の有機化合物の命名法と組み合わせることがある。

## 接頭辞
| 元素   | 接頭辞  |              | 元素    | 接頭辞 |
| ------ | ------- | ------------ | ------- | ------ |
| フッ素 | fluora  | アンチモン   | stiba   |        |
| 塩素   | chlora  | ビスマス     | bisma   |        |
| 臭素   | broma   | ケイ素       | sila    |        |
| ヨウ素 | ioda    | ゲルマニウム | germana |        |
| 酸素   | oxa     | スズ         | stanna  |        |
| 硫黄   | thia    | 鉛           | plumba  |        |
| セレン | selena  | ホウ素       | bora    |        |
| テルル | tellura | アルミニウム | aluma   |        |
| 窒素   | aza     | ガリウム     | galla   |        |
| リン   | phospha | インジウム   | indiga  |        |
| ヒ素   | arsa    | タリウム     | thalla  |        |
|        |         | 水銀         | mercura |        |

ハンチュ-ウィドマン接頭辞は、環中のヘテロ原子の種類を示す。優先順位があり、2つ以上のヘテロ原子を含む場合は、優先順位の高いものを前に置く。例えば、oxa（酸素）は、aza（窒素）よりも常に前に置かれる。優先順位の順番は、置換基の命名法と同じであるが、ハンチュ-ウィドマン命名法では、表にあるような、より限定された一群のヘテロ原子の使用のみが推奨される。
全ての接頭辞は、"a"で終わる。ハンチュ-ウィドマン命名法では、接頭辞が母音の前にくる場合は、最後の"a"は省略される。
ヘテロ原子は、標準的な結合数を持っている。ハロゲンの標準結合数は1であり、そのためヘテロ原子としてハロゲンを含む複素環は、正電荷を持つ。原則としてヘテロ原子の非標準的な価電子状態を表すのにラムダ表記が用いられるが、稀である。

## 語幹
語幹の選択は非常に複雑であり、完全に標準化されている訳ではない。
主な基準は、以下のとおりである。
- 炭素原子とヘテロ原子の合計の原子数（環の大きさ）
- 二重結合の存在
- ヘテロ原子の性質

注釈：
1. ヘテロ原子の優先順位は、以下のとおり：F, Cl, Br, I, O, S, Se, Te, N, P, As, Sb, Bi, Si, Ge, Sn, Pb, B, Al, Ga, In, Tl, Hg
2. かっこ内の名前は、窒素の存在を示す。
3. 不飽和環の親化合物は、集積していない（X=X=X のように連続していない）二重結合の数(maximal number of non-cumulated double bonds)が最大のものであり、マンキュード環系(mancude ring system)として知られる。二重結合の数がこの中間の化合物は、マンキュード環の水素化誘導体として命名される。

| 環の大きさ | 環の大きさ                                 | 飽和              | 不飽和          |
| ---------- | ------------------------------------------ | ----------------- | --------------- |
| 3          | 3                                          | -irane (-iridine) | -irene (-irine) |
| 4          | 4                                          | -etane (-etidine) | -ete            |
| 5          | 5                                          | -olane (-olidine) | -ole            |
| 6A         | O, S, Se, Te; Bi                           | -ane              | -ine            |
| 6B         | N; Si, Ge, Sn, Pb                          | -inane            | -ine            |
| 6C         | F, Cl, Br, I; P, As, Sb; B, Al, Ga, In, Tl | -inane            | -inine          |
| 7          | 7                                          | -epane            | -epine          |
| 8          | 8                                          | -ocane            | -ocine          |
| 9          | 9                                          | -onane            | -onine          |
| 10         | 10                                         | -ecane            | -ecine          |